# Ariane 2
Ariane 2 è il secondo modello della serie di lanciatori Ariane sviluppati dall'Agenzia Spaziale Europea.

## Caratteristiche tecniche
Ariane 2 è basato sul progetto del precedente Ariane 1, ma con motori del primo e secondo stadio potenziati, un terzo stadio più alto e in grado di trasportare una maggior carico utile.
È un razzo a tre stadi:
- Il primo stadio è fornito di quattro motori a combustibile liquido (della famiglia VIKING) e di due booster a propellente solido.
- Il secondo e il terzo sono anch'essi alimentati con motori VIKING

## Storia dei lanci
Il primo lancio dell'Ariane 2 avvenne il 30 maggio 1986 e fallì; tutti i lanci successivi si conclusero con successo.
Si ebbero solo sei lanci dell'Ariane 2, l'ultimo si svolse il 2 aprile 1989. Curiosamente, il primo lancio del modello successivo, Ariane 3, si svolse il 4 agosto 1984, due anni prima dell'Ariane 2.
Il ridotto numero di lanci degli Ariane 2 e 3 si deve all'arrivo del più potente e versatile Ariane 4.
Questo è un elenco completo di tutte le missioni.
| Data             | Codice | Carico          | Esito                            |
| ---------------- | ------ | --------------- | -------------------------------- |
| 30 maggio 1986   | V18    | INTELSAT V F 14 | Avvio motore non riuscito        |
| 20 novembre 1987 | V20    | TV-SAT 1        | Immesso in orbita geostazionaria |
| 17 maggio 1988   | V23    | INTELSAT V F13  | Immesso in orbita geostazionaria |
| 27 ottobre 1988  | V26    | TDF 1           | Immesso in orbita geostazionaria |
| 26 gennaio 1989  | V28    | INTELSAT V F15  | Immesso in orbita geostazionaria |
| 1º aprile 1989   | V30    | TELE-X          | Immesso in orbita geostazionaria |